# Lilium auratum
Espèce
Classification APG III (2009)
Lilium auratum, aussi appelé lis doré du Japon, est une espèce de lys.

## Habitat
L'espèce Lilium auratum est originaire du Japon, principalement de l'île de Honshū,.

## Floraison
La fleur de Lilium auratum s'épanouit en été, du mois de juillet à août,.

## Historique et dénomination
L'espèce Lilium auratum a été décrite par le botaniste britannique John Lindley en 1862.

### Synonymie
- Lilium dexteri
- Lilium wittei

### Noms vernaculaires
- Lys doré du Japon, en français
- Golden-ray lily of Japan, dans le monde anglophone[1]
- Yamayuri (lis de montagne), en japonais[1],[2]

## Usage
Les bulbes du lis doré du Japon sont comestibles et utilisés dans la cuisine japonaise.